# Бой в Исе-фьорде
Бой в Исе-фьорде — столкновение, произошедшее, когда датский броненосец береговой обороны Нильс Юэль подвергся нападению немецких войск при попытке бежать в нейтральную Швецию.

## Предыстория

### Политическая ситуация в Дании
К концу августа 1943 года политическая ситуация в Дании становилась напряженной. Первоначально приняв свою судьбу в качестве немецкого протектората, действия Дании против немецкой оккупации становились все более смелыми и разрушительными после поражений Оси в Советском Союзе и Средиземноморье. 28 августа Германия предъявила датскому правительству ультиматум, потребовав от него приостановить многие гражданские свободы общества и разрешить немецкому большему надзору за делами, касающимися деятельности сопротивления. Парламент счел эти требования неконституционными, категорически отказался и впоследствии подал прошение об отставке королю Кристиану X. На следующий день немцы ввели в стране военное положение и начали операцию «Сафари», направленную на захват датских военных активов.
Однако Королевский флот Дании предвидел это и получил приказ от вице-адмирала О. Х. Веделя уходить в Швецию и, если это невозможно, затопить свои корабли.

### Нильс Юэль
Нильс Юэль провел лето 1943 года в учебном походе в Исе-фьорде, единственном месте, где немцы разрешили датскому флоту действовать без присмотра. 27 августа он получил приказ от командования ВМФ быть в боевой готовности и быть готовым в кратчайшие сроки солгать немцам. На следующий вечер командир Карл Вестерманн провел встречу с офицерами корабля. Было решено, что все моряки должны оставаться на борту и быть готовыми отправиться в кратчайшие сроки. Утром 29 августа он бросил якорь в Хольбеке.

## Попытка побега

### Побег
Между 04:10 и 04:20 Нильс Юэль получил три панических сообщения от секретного радиопередатчика в Копенгагене. Была поднята общая тревога, и корабль приготовился отправиться в путь. В это время немецкий самолет сообщил, что экипаж слоняется по палубе и из его труб идет пар, прекрасно понимая, что Нильс Юэль собирается уйти. Примерно через полтора часа задержки, вызванной погодой, она выбралась из гавани.
Незадолго до отбытия на борт поднялся местный полицейский, чтобы сообщить командиру Вестерманну, что немцы заняли две местные армейские казармы и два полицейских участка, а также что военно-морские подразделения в Копенгагене были затоплены.
Нильс Юэль направился на север на полном ходу в 15 узлов, с артиллерийскими расчетами наготове.
К югу от Линэс-Санд были замечены три немецких корабля, охранявших фьорд. Также в это время несколько «Штук» и других бомбардировщиков начали кружить над позицией корабля. Когда она проходила мимо Хуннестеда, ей передали информацию о том, что от командования ВМФ поступают дальнейшие приказы. Командир Вестерманн приказал своей команде снизить скорость и задержаться на время, достаточное для получения новых приказов. Эти приказы на самом деле были навязаны немцами датчанам и направлялись в порт.
Прежде чем эти новые приказы были переданы, местный немецкий командующий в Хуннестеде получил известие, что Нильс Юэль с вооруженными орудиями на полной скорости направляется к устью фьорда. Он приказал Люфтваффе атаковать.

### Бой
В 08:55 немецкий самолет сбросил с правого борта две бомбы и открыл огонь из пулеметов. Полагая, что это не более чем тактика запугивания, командир Вестерманн приказал своему экипажу воздерживаться от огня. Когда корабль повернул на юг, другой самолет совершил обстрел, на что датчане ответили, повредив его правое крыло.
Затем Вестерманн отклонил просьбу своего старшего артиллерийского офицера открыть огонь по немецким кораблям и приказал своим расчетам зенитной артиллерии искать укрытие под палубой.
Корабль подвергся дальнейшим атакам, кульминация которых достигла в 09:35, когда немецкая авиация снова начала сбрасывать бомбы. Командир Вестерманн понял, что немцы сейчас пытаются вывести корабль из строя, и отозвал свои зенитные расчеты. В сообщениях очевидцев на суше говорилось, что немецкий самолет позже разбился после попадания в него датского зенитного огня.
Наконец, две бомбы упали менее чем в десяти метрах от борта корабля, частично подняв его из воды и забрызгав шрапнелью зенитчиков. В результате последней атаки пять моряков были ранены, один смертельно, а также были выведены из строя системы электроснабжения и управления огнем корабля.

## Последствия
Видя, что побег теперь практически невозможен, командующий Вестерманн посадил корабль на мель к югу от Нюкёбинга. После того как попытка взорвать его не удалась, все важные припасы и оборудование были выброшены за борт или уничтожены, а морские клапаны открылись, затопив нижние палубы.
На следующий день два миноносца с солдатами Вермахта захватили затопленный корабль. Военно-морской флаг Дании был поврежден, а командиру Вестерманну сообщили, что ему будут предъявлены обвинения в диверсии в немецком военном суде. Оставшийся экипаж был интернирован в Копенгагене.
Позже немцы вновь спустили корабль на воду и снова ввели в строй под названием Нордланд, прежде чем он был затоплен ими в 1945 году.